# دبوسي رمادي
دبوسي رمادي (الاسم العلمي: Claviceps cinerea) هو نوع من الفطريات يتبع جنس الدبوسي من الفصيلة الدبوسية.